# Болевац (община)
Болевац (серб. Бољевац) — община в Сербии, входит в Заечарский округ.
Население общины составляет 14 291 человек (2007 год), плотность населения составляет 17 чел./км². Занимаемая площадь — 827 км², из них 46,5 % используется в промышленных целях.
Административный центр общины — город Болевац. Община Болевац состоит из 20 населённых пунктов, средняя площадь населённого пункта — 41,4 км².

## Статистика населения общины
| Год  | Население, чел. |
| ---- | --------------- |
| 1991 | 18167           |
| 2001 | 16070           |
| 2002 | 15771           |
| 2003 | 15482           |
| 2004 | 15231           |
| 2005 | 14947           |
| 2006 | 14610           |
| 2007 | 14291           |